# Vito d'Anna
Pour les articles homonymes, voir D'Anna.
Vito d'Anna (né le 4 octobre 1718 à Palerme et mort le 13 octobre 1769 dans la même ville) est un peintre italien considéré comme un décorateur de premier plan du XVIIIe siècle en Sicile. 

## Biographie
Vito d'Anna commence sa carrière en tant qu'apprenti dans l'atelier de Pietro Paolo Vasta, où il assimila les techniques de l'utilisation des couleurs vivaces typiques de certaines écoles baroques romaines et napolitaines.
Son fils Alessandro a été aussi un peintre et un décorateur.
Après 1751, il a réalisé pour l'Oratorio di San Filippo Neri de Motta d'Affermo le retable représentant L'estasi di S. Filippo.

## Œuvres
Ses principales œuvres peuvent être vues dans diverse églises et palais de Palerme.
D'autres œuvres se trouvent dans la province de Catane, comme à Militello in Val di Catania, ou sont exposées à la Biblioteca e pinacoteca Zelantea d'Acireale et dans les églises du lieu. D'autres tableaux sont conservés dans plusieurs églises des provinces de Raguse et de Syracuse.
- Apothéose de Palerme (1760), fresque, Palazzo Isnello, Palerme.
- Autoportrait (1763), huile sur toile de 70 × 56 cm, Biblioteca e pinacoteca Zelantea, Acireale.
- Nativité, S.M. della Neve, Acireale.
- Noces entre David et Abigail
- Allégorie de la Géométrie
- Moïse avec les pères de l'école latine et anges musiciens,
- Extase de saint Philippe, retable, Oratorio di San Filippo Neri, Motta d'Affermo.
- Saint Jude, tableau, église Immacolata Concezione, Serradifalco.
- Saints Ignace de Loyola et François Xavier, tableau, église Immacolata Concezione, Serradifalco.

Militello in Val di Catania :
- Oraison de saint Nicolò, retable, église San Nicolò et San Salvatore.
- Visage de Marie, tableau, église Santa Maria della Stella.

### Sources
- (it) Cet article est partiellement ou en totalité issu de l’article de Wikipédia en italien intitulé « Vito D'Anna » (voir la liste des auteurs).